# Садовые слободы
Садовые слободы — исторические местности в Москве.

## Историческое местоположение
Северная садовая слобода располагалась на западе от улицы Серафимовича, на территории Берсеневской набережной.
Местоположение средней садовой слободы принадлежало к местностям Болото и Балчуг.
Южная садовая слобода находилась между Балчугом и Земляным валом.
Последняя садовая слобода была маленькой по площади и находилась в месте будущей улицы Воронцово поле.

## История
В XV веке на территории нынешнего Старосадского переулка располагались широкие царские сады. В XVI веке сады сильно пострадали из-за пожара. Новые сады построили в районе Замоскворечье, между Москва-рекой и Водоотводным каналом. Четыре  Садовые слободы образовались около этого сада в XVI веке.
Первыми жителями стали дворцовые садовники, они ухаживали за царскими садами.
С северной слободы до XXI века остались палаты Аверкия Кирилловича, он руководил царским садом, и церковь Николая Чудотворца на территории Берсеневской набережной. Южняя садовая слобода повлияло на будущее название местности - Садовники.
В XVIII веке около Коломенского располагались широкие сады, около них была разбита садовая слобода.
Садовые слободы дали своё название следующим улицам: Садовническая набережная, улица Садовая слобода и Садовнический переулок.